# Carex sartwelliana
Carex sartwelliana là một loài thực vật có hoa trong họ Cói. Loài này được Olney mô tả khoa học đầu tiên năm 1868.